# Brandivy
Brandivy är en kommun i departementet Morbihan i regionen Bretagne i nordvästra Frankrike. Kommunen ligger i kantonen Grand-Champ som tillhör arrondissementet Vannes. År 2022 hade Brandivy 1 423 invånare.

## Befolkningsutveckling
Antalet invånare i kommunen Brandivy
| Referens: INSEE |